# Dunkle-Materie-Halo
Ein Dunkle-Materie-Halo, auch Dunkler Halo genannt, ist die hypothetische, aus Dunkler Materie bestehende Aureole, die ganze Galaxien und Galaxienhaufen durchdringt und umgibt. Anfänge dieser Theorie waren die Beobachtung und Studien von der Bewegung der Sterne und Gas in Galaxien. Die gemessenen Geschwindigkeitsdispersionen der äußeren Regionen von elliptischen Galaxien waren höher als erwartet, was auf einen anderen Typ, neben der uns bekannten baryonischen Materie, hinwies. Vermutungen, basierend auf dieser Theorie, gehen davon aus, dass 90 % der in den Galaxien präsenten Materie in Form von Dunkler Materie ist. Der Dunkle-Materie-Halo der Milchstraße verteilt sich als eine sphärische Korona um die sichtbare Materie. Diese Korona soll sich über 300.000 Lichtjahre erstrecken, also ca. 300-mal weiter als die Ausdehnung der sichtbaren Materie.

## Entstehung durch Super-WIMPs
Super-WIMPs sind hypothetische Teilchen, die beim Zerfall von WIMPs entstehen. Sie besitzen eine sehr schwache Wechselwirkung, noch schwächer als die der WIMPs, da sie nicht mit der schwachen Wechselwirkung interagieren können, sondern nur mit der Gravitation.
Dadurch, dass sich Super-WIMPs im frühen Universum sehr schnell bewegt haben sollen und die Bildung von Galaxien erst nach ihrer Ruhe eingetreten wäre, hätte die Materie sehr wenig Zeit gehabt, sich zu verdichten, was sich auch auf die Dichte im Zentrum der Dunkle-Materie-Halos ausgewirkt hätte.